# Операция «Роза»
Операция «Роза» — советская программа военных учений и испытаний ракетных комплексов среднего радиуса действия, проведённая в августе-сентябре 1961 года с целью проверки точности попадания и надёжности действия баллистических ракет Р-12 с ядерными боеголовками. Была организована по приказу Министерства обороны СССР № 0076 от 5 августа 1961 года в соответствии с решением ЦК КПСС и Совета Министров СССР № 285-114 от 11 марта 1960 года.

## Описание
Программа учений состояла из трёх основных этапов:
- с 27 июля по 10 августа 1961 года — предварительные мероприятия и рекогносцировка,
- с 10 августа по 4 сентября 1961 года — подготовка позиционного района к боевым пускам, выдвижение ракетных подразделений на боевые позиции, подача ракет и топлива.
- с 5 по 16 сентября 1961 года — плановые боевые запуски.

В учениях принимало участие 12 офицеров штаба Главного управления ракетного вооружения, 225 офицеров Главного управления Министерства обороны, 828 солдат и сержантов, 14 представителей промышленности и 26 служащих советских вооружённых сил (всего 1093 человека). Запуски ракет осуществлялись на расчётную дальность 846 км с полевых позиций ракетного полка под командованием полковника Н. Бандиловского. Временная стартовая позиция была создана в районе города Салехард (106-й километр Северной железной дороги, пос. Полярный). Район падения боеголовки был выбран на полигоне Новая Земля в виде прямоугольника 12×4 км.
Учебно-боевые запуски 3 и 4 сентября 1961 года преследовали исключительно исследовательские цели, при последующих пусках 12 и 16 сентября 1961 года ракеты Р-12 впервые доставили к цели ядерные боевые части.
По результатам программы были подтверждены высокие тактико-технические характеристики нового ракетного вооружения, а боевая выучка личного состава была удостоена положительной оценки в приказе Главнокомандующего РВСН № 0139 «О поощрении личного состава, участвовавшего в специальном учении „Роза“ в августе-сентябре 1961».